# Щатково
Ща́тково (бел. Шчаткава) — деревня в составе Сычковского сельсовета Бобруйского района Могилёвской области Республики Беларусь.

## Население
- 1999 год — 199 человек
- 2009 год — 117 человек

## Достопримечательность
- Памятный знак в честь воинов-освободителей и успешной переправы через реку Березина[3].

В центре деревни установлена в 1970 году плита в память о боевой деятельности подпольщиков в годы Великой Отечественной войны. На плите выбиты имена 11 подпольщиков, погибших в борьбе с немецко-фашистскими оккупантами. С другой стороны установлена плита с картой Белорусской наступательной операции по освобождению города Бобруйска и Бобруйского района в июне 1944 года. В центре на берегу реки на высоком постаменте возвышается фигура советского воина, идущего в бой с развернутым знаменем. Памятник установлен на месте переправы через реку Березину воинов Красной Армии в ходе боевой операции.
- Братская могила —  Историко-культурная ценность Республики Беларусь, шифр 513Д000151.
- Городище раннего железного века и селище железного века.